# Jean Gielemans
Jean Gielemans (Iohannes Gielemans, Jan Gielemans) (1427-1487) est un chroniqueur qui fut un des plus grands compilateurs de vies de saints de la fin du Moyen Âge. Chanoine régulier de saint Augustin, il fut sous-prieur de Rouge-Cloître, l’un des prieurés de la forêt de Soignes affilié à la congrégation de Windesheim. Il copia de nombreux ouvrages ascétiques et composa plusieurs recueils hagiographiques majeurs.

## Biographie
Né vraisemblablement en 1427, mort le 8 mai 1487, Jean Gielemans était issu d’une famille aisée de Bruxelles ou de sa région. Cette famille brabançonne était bien implantée dans les établissements religieux de la région ; elle était ainsi apparentée au premier prieur de Rouge-Cloître, Guillaume Daneels († 1392), dont Jean Gielemans était sans doute l’arrière-petit-neveu.
De l’avis de ses contemporains, Jean Gielemans fut un religieux exemplaire : très dévot et respectueux des règles de la vie claustrale, malgré la crise morale que traversait la communauté à la fin du XVe siècle. Ainsi, devenu prêtre profès en 1464, il célébra la messe régulièrement, avec ferveur. Dans le premier volume de son Novale Sanctorum, il témoigne même d’un miracle eucharistique.
Il fut sous-prieur tour à tour à Sept Fontaines (vers 1480), puis à Rouge-Cloître où il occupa cette charge jusqu’à sa mort.

## Œuvre
« Il fut un écrivain consciencieux et persévérant de livres pour notre bibliothèque. Il écrivit pas moins de vingt volumes, dont sept contiennent l’intégralité de la Postille de maître Nicolas de Lyre. Je crois qu’il n’existe aucun saint en Brabant dont il n’ait écrit la Vie. ».
C’est ainsi que le présente l’un de ses confrères, Gaspar Ofhuys. Jean Gielemans est d’ailleurs cité dans tous les catalogues d'écrivains de la congrégation de Windesheim. Il fut en effet tout à la fois copiste, traducteur à l’occasion, historiographe, et surtout hagiographe. Ce dernier trait était peu commun dans le milieu de la Devotio moderna où l’on préférait les traités spirituels.

### Copiste
Jean Gielemans copia près d’une douzaine de volumes, notamment l'Historia Ecclesiastica tripartita d'Eusèbe de Césarée, Rufin, Cassiodore et les sept volumes des Postillae de Nicolas de Lyre (1270-1349).

### Hagiographe et historiographe
Jean Gielemans composa quatre recueils manuscrits très volumineux (2 700 folios) en latin.
- Le Sanctilogium (1471-1482, 4 vol.) est un légendier abrégé contenant plus de 1 000 notices hagiographiques.
- L' Agyologus Brabantinorum (1476-1483, 2 vol.) rassemble les Vies de tous les saints brabançons : les saints carolingiens dans un premier volume, puis les saints nés ou convertis en Brabant dans le second volume.
- Le Novale Sanctorum (1483-1485, 2 vol.) est un légendier de saints récents assorti de miracles, de chroniques de monastères brabançons (notamment la première chronique de Rouge-Cloître, intitulée Primordiale) ; ce légendier comporte également de nombreux documents d'actualité, religieux ou profanes (comme la chute de Constantinople et les projets de croisade).
- Enfin, le volume de l' Hystoriologus Brabantinorum (1485-1487) constitue un mélange plus profane : il porte essentiellement sur l’histoire de Jérusalem et les actions des princes brabançons, depuis Charlemagne jusqu’à Maximilien, même s’il évoque aussi l’actualité religieuse, comme l’institution de nouvelles fêtes.

Les sources de Jean Gielemans sont principalement le Collectaneus martyrologii sanctorum du cistercien Gilles de Damme († 1463), la Légende Dorée dans une version complétée (Louvain, 1485), mais aussi les œuvres de mystiques brabançons comme Jean Ruusbroec l’Admirable († 1381). Il s’est aussi inspiré de Gérard Groote († 1384) et de ses disciples du courant de la Dévotion moderne largement répandu au sein de la congrégation de Windesheim.
Celui qu’Ernest Persoons baptisa « le plus grand compilateur de vies de saints à la fin du Moyen Âge » avait une approche encore très médiévale du travail d’hagiographe. Pourtant, dans le même temps, Jean Gielemans a développé un  genre nouveau en glorifiant le duché de Brabant à travers la sainteté (terra beata Brabancia), plutôt qu’exclusivement à travers sa dynastie, comme il était de coutume. Son œuvre se situe au carrefour de la chronique dynastique et du recueil hagiographique, du régionalisme et de l’universalisme.

### Diffusion
Cependant, l'œuvre de Jean Gielemans n'a pas été diffusée de son vivant. Aujourd’hui, malgré le répertoire dressé par le Père Albert Poncelet, elle n’est toujours pas éditée dans sa globalité.
Les quatre manuscrits de sa composition sont conservés à la Bibliothèque nationale de Vienne.

## Postériorité
Une huile d’Anton Sallaert, peinte en 1645-1649 et toujours exposée dans l’église d’Alsemberg, représente Jean Gielemans en prière face à la Vierge miraculeuse. La légende inscrite au bas du tableau le présente comme le premier hagiographe du Brabant, devant de grandes personnalités comme le père Héribert Rosweyde (1569-1629). Malgré la postériorité de cette représentation, ce portrait confirme l’importance de Jean Gielemans pour l’histoire religieuse du Brabant au XVe siècle.